# Maria Gudme
Maria Gudme, née le 14 mars 1989 à Nyborg (Danemark), est une femme politique danoise, membre de la Social-démocratie.

## Biographie
Maria Gudme suit des études de lettre à l'université de Copenhague, dont elle est diplômée en 2013. Après ses études, elle travaille comme consultante jeunesse pour la confédération syndicale 3F, avant de rejoindre le journal Politiken en 2015 comme consultante. En 2020, elle rejoint le think tank de centre gauche Cevea (da), puis devient consultante pour l'organisation DeltagerDanmark en 2021.
Engagée au sein de la Social-démocratie, elle est élue conseillère régionale de Hovedstaden lors des élections de novembre 2017. Elle est réélue pour un second mandat lors des élections régionales de novembre 2021.
En septembre 2020, elle fait partie des initiatrices du mouvement #EnBlandtOs qui, dans le contexte du mouvement mouvement #MeToo, dénonce le sexisme dans la vie politique danoise. À ce titre, elle reçoit avec d'autres initiatrices le Prix Nina Bang (da) et le Prix Mathilde (da),.
Elle est candidate aux élections législatives de juin 2019 mais ne parvient pas à remporter de siège, devenant seulement la première suppléante pour les sociaux-démocrates dans sa circonscription du Seeland du Nord. À ce titre, elle devient députée en mai 2022, après que Nick Hækkerup ait annoncé démissionner de son siège au Folketing.
Candidate à un nouveau mandat à l'occasion des élections législatives de novembre 2022, cette fois-ci dans la circonscription de la banlieue de Copenhague, elle échoue à être réélue.